# Joseph Blandisi
Joseph Blandisi (* 18. Juli 1994 in Markham, Ontario) ist ein kanadischer Eishockeyspieler, der seit Dezember 2021 bei den Toronto Marlies aus der American Hockey League (AHL) unter Vertrag steht und dort auf der Position des Centers spielt. Zuvor war Blandisi unter anderem für die New Jersey Devils, Anaheim Ducks und Pittsburgh Penguins in der National Hockey League (NHL) aktiv.

## Karriere
Blandisi verbrachte seine Juniorenzeit zunächst bei Jugendmannschaften in Toronto und Vaughan. Nach der Auswahl in der OHL Priority Selection wechselte er zur Saison 2011/12 in die Ontario Hockey League zum Juniorenteam der Owen Sound Attack. Dort spielte der Stürmer bis zum Januar 2013, ehe er gemeinsam mit Jacob Middleton im Austausch für Cody Ceci sowie einen weiteren Spieler und ein Draft-Wahlrecht an den Ligakonkurrenten Ottawa 67’s abgegeben wurde. Von dort wechselte er im Januar 2014 erneut innerhalb der Liga zu den Barrie Colts. Aufgrund von Verletzungen bestritt er allerdings nur 47 Spiele. Bereits im NHL Entry Draft 2012 war er in der sechsten Runde an 162. Position von der Colorado Avalanche aus der National Hockey League ausgewählt worden, die ihn aber in den folgenden beiden Jahren nicht verpflichtet hatten. So stellte sich der Angreifer im NHL Entry Draft 2014 erneut zur Wahl. Allerdings fand sich kein Team, das Blandisi auswählte.
Somit ging der Mittelstürmer ohne Aussicht auf einen Profivertrag in der NHL in sein letztes Juniorenjahr mit den Colts. Zwar hatte er in der Saisonvorbereitung im September 2014 am Trainingslager der Buffalo Sabres teilgenommen, allerdings ohne ein Vertragsangebot zurück nach Barrie geschickt worden. Dort wurde er für die Spielzeit 2014/15 zum Mannschaftskapitän ernannt und beendete die Saison mit 112 Punkten als viertbester Scorer der gesamten Liga. Mit seinen Sturmkollegen Kevin Labanc und Andrew Mangiapane bildete er eine der torgefährlichsten Angriffsreihen der Liga, die zusammen 323 Punkte verbuchte. Er selbst war mit 52 Toren bester Schütze der Liga, wurde als bester Overage-Spieler mit der Leo Lalonde Memorial Trophy prämiert und ins Third All-Star Team berufen.
Seine Leistungsexplosion hatte Blandisi bereits im Januar 2015 einen Vertrag bei den New Jersey Devils aus der NHL beschert, für deren Farmteam, die Albany Devils aus der American Hockey League, er mit Beginn des Spieljahres 2015/16 aufs Eis ging. Dort überzeugte er in der ersten Saisonphase so sehr, dass er im Dezember 2015 erstmals in den NHL-Kader New Jerseys berufen wurde. Dort setzte er sich schließlich durch und bestritt 41 NHL-Spiele in seinem ersten Jahr als Profi.
Im November gaben ihn die Devils samt Adam Henrique und einem Drittrunden-Wahlrecht für den NHL Entry Draft 2018 an die Anaheim Ducks ab und erhielten im Gegenzug Sami Vatanen. Zudem wechselt ein zusätzliches Drittrunden-Wahlrecht nach New Jersey, sofern Henrique in Anaheim einen neuen Vertrag unterzeichnet. Diese Bedingung wurde im Juli gleichen Jahres erfüllt.
Bei den Ducks kam Blandisi in der Folgezeit hauptsächlich in der AHL bei den San Diego Gulls zum Einsatz, bis er im Januar 2019 im Tausch für Derek Grant zu den Pittsburgh Penguins transferiert wurde. Dort verbrachte er etwa ein Jahr, ehe er im Februar 2020 samt Jacob Lucchini an die Canadiens de Montréal abgegeben wurde und Pittsburgh im Gegenzug Riley Barber und Philip Varone erhielt. In der Organisation der Canadiens kam er bis Sommer 2021 bei den Rocket de Laval in der AHL zum Einsatz, ehe sein auslaufender Vertrag nicht verlängert wurde. Erst im Dezember desselben Jahres erhielt er einen neuen Vertrag bei den Toronto Marlies aus der AHL.

## Erfolge und Auszeichnungen
- 2015 Leo Lalonde Memorial Trophy
- 2015 OHL Third All-Star Team

## Karrierestatistik
Stand: Ende der Saison 2023/24
(Legende zur Spielerstatistik: Sp oder GP = absolvierte Spiele; T oder G = erzielte Tore; V oder A = erzielte Assists; Pkt oder Pts = erzielte Scorerpunkte; SM oder PIM = erhaltene Strafminuten; +/− = Plus/Minus-Bilanz; PP = erzielte Überzahltore; SH = erzielte Unterzahltore; GW = erzielte Siegtore; 1 Play-downs/Relegation; Kursiv: Statistik nicht vollständig)